# مانغا جوسي

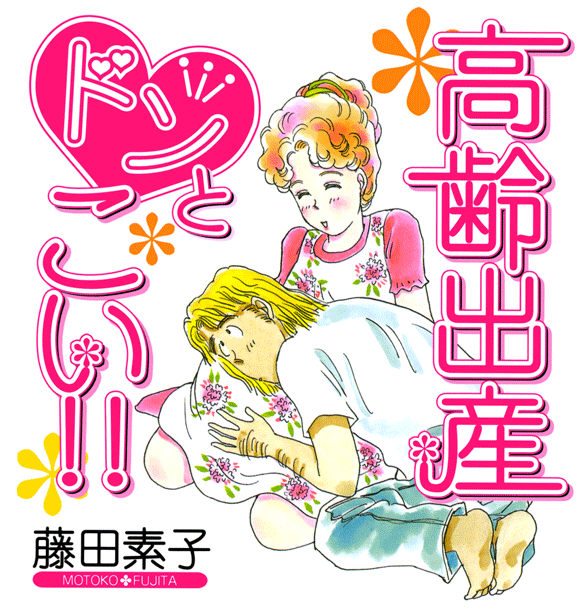
صورة الغلاف لسلسلة مانغا جوسي Kōrei Shussan Don to Koi !! بواسطة موتوكو فوجيتا، سيرة ذاتية تؤرخ حمل الكاتبة عن عمر يناهز 43 عامًا.

مانغا جوسي أو الكاريكاتير السيدات (باليابانية:  レ デ ィ ー ス コ ミ ッ ク) و اختصارها (レ デ ィ コ، كاريكاتير المرأة)، كما تسمى باليابانية أيضًا بـ «دوزو». هي فئة افتتاحية من الرسوم اليابانية التي ظهرت في الثمانينيات، وهو أندر أنواع الأنمي. بالمعنى الدقيق للكلمة «جوسي» (باليابانية:Josei) هي كلمة يابانية معناها: امرأة أو أنثى. تشير «جوسي» إلى المانجا أو الأنمي التي تُسوَّق لجمهور من النساء البالغات، على عكس مانغا شوجو، والتي تُسوَّق لجمهور من الفتيات والشابات. وغالبًا يكون من صنع امرأة ويغطي حياة امرأة تعيش في اليابان. وبينما كان الاثنان في البداية فئتين متباينتين، فإن العديد من أعمال المانجا تعرض سمات سردية وأسلوبية مرتبطة بكل من مانغا شوجو وجوسي. ويزداد هذا التمييز تعقيدًا بفعل فئة تحريرية ثالثة للمانغا، وهي السيدات الشابات (ヤ ン グ レ デ ィ ー ス)، والتي ظهرت في أواخر الثمانينيات كفئة وسيطة بين شوجو و جوسي.
تُطبع مانغا جوسي تقليديًا في مجلات مانغا مخصصة غالبًا ما تتخصص في نوع فرعي معين، عادةً: الدراما أو الرومانسية أو الإباحية. في حين أن مانغا جوسي الدرامية هي في معظم الحالات قصص واقعية عن حياة النساء العاديات، فإن مانغا جوسي الرومانسية هي عادةً ميلودراما متأثرة بالمسلسلات التلفزيونية الطويلة، بينما تشترك مانغا جوسي الإباحية في العديد من السمات المشتركة مع المانغا الإباحية لجمهور من جنسين مختلفين. كان ظهور المانغا لجمهور الإناث البالغات كفئة في ثمانينيات القرن الماضي قد سبقه ظهور جيكيغا في الخمسينيات والستينيات من القرن الماضي، والتي سعت إلى استخدام المانغا لرواية قصص جادة ومتأصلة تستهدف الجماهير البالغة، ومن خلال تطوير المزيد مانغا شوجو معقدة سرديًا لفنانين مرتبطين بمجموعة عام 24 (بالإنجليزية: Year 24 Group) في السبعينيات. أصبحت الفئة وصمة عار في أواخر الثمانينيات لأنها أصبحت مرتبطة بالمانغا الإباحية، لكنها اكتسبت شرعية فنية أكبر في التسعينيات حيث تحولت إلى القصص التي تركز على القضايا الاجتماعية. كُيِّفت مانغا جوسي بانتظام في الرسوم المتحركة منذ الألفية الثانية 2000.

## المصطلحات
توجد عدة مصطلحات لوصف المانغا الموجهة لجمهور من النساء البالغات:
كاريكاتير السيدات (レディースコミック)
المصطلح الأول المستخدم لوصف هذه الفئة من المانغا. وهو ياباني شبه دخيل إنجليزي (بالإنجليزية: Wasei-eigo) حيث تُفهم «السيدات» (بالإنجليزية: Ladies) على أنها مرادف لكلمة «النساء» (بالإنجليزية: Women)، مما يشير إلى الجمهور الذي يركز على البالغين. طور المصطلح دلالة سلبية في التسعينيات حيث أصبح مُرتبطًا بمانغا منخفضة الجودة وإباحية، على الرغم من أن هذا الدلالة تضاءلت بحلول عام 2000. اختصار لكوميديا السيدات هو رديكومي (レディコミ، "كاريكاتير سيدات")، وفي اليابان، هذا الاختصار هو المصطلح الأكثر استخدامًا لهذه الفئة من المانغا.
السيدات الشابات (ヤングレディース)
مصطلح شبه دخيل إنجليزي ياباني يشير إلى فئة وسيطة موضوعة بين المانغا للنساء البالغات وشوجو مانجا.
مانغا جوسي (女性漫画)
مصطلح نشأ من قبل النقاد والأكاديميين في أواخر التسعينيات للتمييز بين جميع المانغا التي تستهدف النساء البالغات من مانغا شوجو. على الرغم من عدم استخدامها بشكل شائع بين الجماهير اليابانية العامة، إنه المصطلح الأكثر استخدامًا من قبل الجمهور الغربي لوصف هذه الفئة من المانغا.

## التاريخ
في حين أن المانغا التي تستهدف جمهورًا نسائيًا لها تاريخ واسع يتم التعبير عنه من خلال تطوير مانغا شوجو، فقد استهدفت مانغا شوجو في معظم تاريخها بشكل حصري جمهورًا من الأطفال والفتيات الصغيرات. بدأ هذا الوضع الراهن في التحول في أواخر الخمسينيات من القرن الماضي مع ظهور مفهوم جيكيغا، والذي سعى إلى استخدام المانغا لإخبار القصص الجادة والمتأصلة التي تستهدف الجماهير البالغين. بحلول أواخر الستينيات من القرن الماضي، كانت جيكيغا حركة فنية سائدة، وفي عام 1968 نشرت المجلة النسائية جوسي سيفن (بالإنجليزية: Josei Seven) أول مانغا جيكيغا تستهدف جمهورًا نسائيًا: ماشكو بانكا (摩 周 湖 晩 夏) لمياكو ماكي. كانت ماكي فنانة شوجو مانغا ظهرت لأول مرة في أواخر الخمسينيات من القرن الماضي، وتحولت إلى جيكيغا حيث بلغ جمهورها الأصلي سن الرشد. أُسِّست مجلتين مخصصتين لغيكيغا النسائية بعد ذلك بوقت قصير: فانِي (フ ァ ニ ー ، فَنِي) بواسطة موشي برودكشن في عام 1969، و بابيلون (パ ピ ヨ ン، بابيون) من قبل فوتاباشا في عام 1972، على الرغم من أنهما لم تكنا ناجحين تجاريًا وكلاهما طُوِيت بعد عدة إصدارات.
على الرغم من الفشل التجاري لجيكيغا النسائي، إلا أن السبعينيات شهدت تطورًا كبيرًا في منغا شوجو من خلال جهود الفنانين في مجموعة العام 24. ساهمت مجموعة العام 24 بشكل كبير في تطوير مانغا شوجو من خلال إنشاء قصص مانغا أكثر تعقيدًا من الناحية النفسية، والتي تناولت بشكل مباشر مواضيع السياسة والجنس. جانيا ياماموتو التي قامت بصفتها محرر كاريكتير شوجو بنشر العديد من أعمال مجموعة العام 24، وأصبحت المحرر المؤسس لمجلة Petit Flower في عام 1980، والتي استهدفت القراء من المراهقين الأكبر سنًا ونشرت أعمالًا تركز على البالغين من قبل أعضاء مجموعة العام 24: موتوهاجيو وكيكو تاكيميا. وبالتالي، اتسعت قاعدة قراء شوجو مانغا من جمهورها التاريخي من الأطفال ليشمل المراهقين والشابات البالغات. سعى الناشرون إلى استغلال هذا السوق الجديد لقراء شوجو الناضجين من خلال إنشاء مجلات مخصصة، والتي وُصِفَت باستخدام اسم النوع "كاريكاتير السيدات". تشمل المجلات البارزة Be Love التي كتبها كودانشا وأنت من شوئيشا في عام 1980، و Big Comic for Lady لشوجاكوكان في عام 1981؛ تشترك المجلات الثلاث في السمات المشتركة للنشأة كعدد خاص من مجلات مانغا شوجو التي نُسِجَت في منشورات منتظمة، وتركيز تحريري على القصص الرومانسية التي ركزت على الجنس.
أصبح التصوير المفتوح للأفعال الجنسية سمة مميزة للرسوم الهزلية للسيدات «كاريكاتير السيدات»، على عكس القيود التحريرية التي لاتزال مفروضة على الصور الجنسية في مانغا شوجو. ظهرت فنانة المانغا ميلك موريزونو، المشهورة بقصصها «الإباحية الأنيقة»، كواحدة من أشهر مؤلفي كاريكاتير السيدات في الثمانينيات. انتشرت المجلات المصورة النسائية بسرعة في النصف الأخير من العقد، حيث زاد عددها من ثماني مجلات في عام 1984، إلى 19 في عام 1985، إلى 48 في عام 1991. بحلول التسعينيات، انخفضت المجلات المصورة النسائية الكبيرة المنشورة تجاريًا نتيجة العقد المفقود والأزمة الاقتصادية المقابلة، مما أدى إلى انتشار المجلات الصغيرة التي تركز على المحتوى الجنسي والإباحي. ونتيجة لذلك، اكتسبت كاريكاتير السيدات سمعة بأنها "مواد إباحية للإناث".
في الوقت نفسه، ظهرت مجلات مانغا جديدة تستهدف النساء البالغات في أوائل العشرينات من العمر: Young You في عام 1987، و Young Rose في عام 1990، و Feel Young في عام 1991. تمت الإشارة إلى المانغا المنشورة في هذه المجلات باسم مانغا "السيدات الشابات"، والتي نشأت من كلمة "شابة" تظهر في عنوان المجلات الثلاث، ووُضِعَت في سوق المانجا كفئة وسيطة بين كاريكاتير شوجو والسيدات. نمت شعبية مانغا للسيدات الشابات حيث هاجر فنانو شوجو الذين أرادوا إنشاء مانغا لجمهور أكبر سنًا مع تجنب وصمة العار المرتبطة برسوم كاريكاتورية للسيدات إلى هذه الفئة. ظهر حب المراهقين أيضًا كنوع فرعي من المانغا سُوِّق تجاه النساء، والذي استخدم بنية السرد التي تركز على الجنس في القصص المصورة للسيدات، ولكن مع أبطال المراهقين بدلاً من الكبار. استجابت المجلات الهزلية للسيدات «مجلات الكاريكاتير للسيدات» لهذه المسابقة الجديدة من خلال التركيز على المانغا التي تتناول القضايا الاجتماعية. كانت الاستراتيجية ناجحة، وبحلول أواخر التسعينيات اكتسبت شرعية أكبر كنوع أدبي وجذبت جمهورًا أكثر عمومية، مع العديد من عناوين كاريكاتير السيدات التي كُيِّفت كأفلام ومسلسلات تلفزيونية. ظهر مصطلح مانغا جوسي أيضًا خلال هذه الفترة، واستخدمه الأكاديميون في المقام الأول للتمييز بين المانغا التي تستهدف النساء البالغات من مانغا شوجو.

## الموضوعات والأنواع الفرعية
هناك ثلاثة أنواع فرعية أساسية في مانغا جوسي: الدراما، والرومانسي، والإباحي. في عام 2002، مثلت عناوين الدراما والرومانسية مجتمعة ما يقرب من 80 في المائة من المبيعات في سوق المجلدات المجمعة «تانكوبون» لجوسي، بينما شكلت المواد الإباحية نسبة 20 في المائة المتبقية. عادةً ما تُصْدَر عناوين الدراما والرومانسية من قبل شركات النشر اليابانية الكبيرة، بينما تُنشَر المواد الإباحية عادةً من قبل دور النشر الأصغر.

### دراما
العديد من دراما الجوسي هي قصص واقعية عن حياة النساء العاديات. تركز هذه القصص عادةً على امرأة عاملة في مهنة معينة، وغالبًا ما تكون ربة منزل أو سيدة مكتب أو عاملة ذات ياقة وردية. تركز الروايات عادةً على القضايا الشخصية الشائعة مثل المواعدة أو رعاية الأطفال أو رعاية المسنين أو معايير الجمال أو قضايا مكان العمل أو الخلاف الزوجي أو الزنا. يعالج الكثير منها أيضًا القضايا الاجتماعية، مثل الشيخوخة والخرف أو الدعارة أو العنف ضد المرأة. تقدم مانغا جوسي أيضًا أبطالًا من الذكور، عادةً بيشونين (حرفيًا "الأولاد الجميلين" ، مشابهين تقريبًا لـ "الصبي الجميل" الغربي) الذين غالبًا ما يظهرون في قصص ذات نص فرعي مثلي.
تستند القصص أحيانًا إلى تجارب القراء أنفسهم، الذين تتم دعوتهم بنشاط لتقديم قصص بناءً على تجاربهم الحياتية الخاصة، والحصول على أموال إذا اُختِيرت مشاركاتهم ليتم تكييفها في مانغا. غالبًا ما تنشر مجلات مانغا جوسي أعدادًا خاصة مخصصة لموضوع معين، مثل القضايا المخصصة للطلاق والأمراض وجراحة التجميل. تتضمن هذه المشكلات القائمة على الموضوعات أحيانًا أعمدة غير متعلقة بالمانغا توفر معلومات حول الموضوعات التي يتم تناولها في المشكلة. يعتبر عالم الاجتماع كينكو إيتو أن دراما جوسي أو جوسي الدرامية بمثابة شكل من أشكال التنفيس للقارئ من خلال تصوير شخصية تعاني من مشقة أكبر مما هي عليه، بينما يعتبر عالم المانغا فوسامي أوجي دراما جوسي بمثابة نماذج يحتذى بها وطرق حياة محتملة للقراء.

### رومانسي
عادة ما تتجنب جوسي الرومانسية واقعية الأعمال الدرامية لجوسي، وبدلاً من ذلك تشبه إلى حد كبير الميلودراما المتزايدة لمسلسل الميلودرامي الطويل أو رواية هارليكوين الرومانسية. غالبًا ما تلتزم القصص بالصيغ الشائعة لقصص الروايات الرومانسية، مثل امرأة تصادف رجلًا يشبه الأمير تشارمينغ وتشرع معه في مجموعة متنوعة من المغامرات وتتزوج في النهاية. تعد المواجهات الجنسية بين البطل وشريكه أمرًا شائعًا، بينما تظهر موضوعات الخيال الرومانسي غالبًا في المكان (غالبًا ما تكون أجنبية أو تاريخية) أو من خلال أبطال بطوليين (الأمراء والأميرات والأشباح والأشخاص الذين يمتلكون قدرات خارقة للطبيعة، وما إلى ذلك). تظهر الهويات الجنسية المتغيرة، مثل شخصيات المثليين والمتحولين جنسيًا، في هذه الروايات أيضًا. تستهدف مانغا جوسي الرومانسية كلاً من القراء الأصغر سنًا وكبار السن، مع العديد من القصص التي تستهدف الفتيات المراهقات، كما يتضح من الاستخدام المكثف للفوريجانا كوسيلة مساعدة للقراءة.

### إباحي
تشترك مانغا جوسي الإباحية في العديد من السمات المشتركة مع المانغا الإباحية لجمهور من الذكور ذوو الميول الجنسية المغايرة، على الرغم من أن القصص تُكتب عادةً من وجهة نظر أنثى وليس من وجهة نظر ذكورية. تتكرر السمات الشائعة في المواد الإباحية بين الجنسين، مثل هيمنة الإناث وتجسيدها، بالمثل في مانغا جوسي الإباحية. صيغة القصة الشائعة في المواد الإباحية لجوسي هي تلك التي تتحول فيها امرأة خجولة وذكية إلى شبق أو رقيق جنس «استعباد جنسي». تظهر العلاقات السحاقية أيضًا في مانغا جوسي الإباحية، مما يوحي بقراء سحاقيات من مانغا جوسي. تعتبر ديبورا شامون -الباحثة في المانغا- أن جاذبية جوسي الإباحية للجمهور من الإناث تكمن في قدرة المواد الإباحية المرسومة على تصوير مواضيع لا يسهل تصويرها في المواد الإباحية المصورة، مثل النشوة الجنسية للإناث.

## مقارنة بفئات المانغا الأخرى

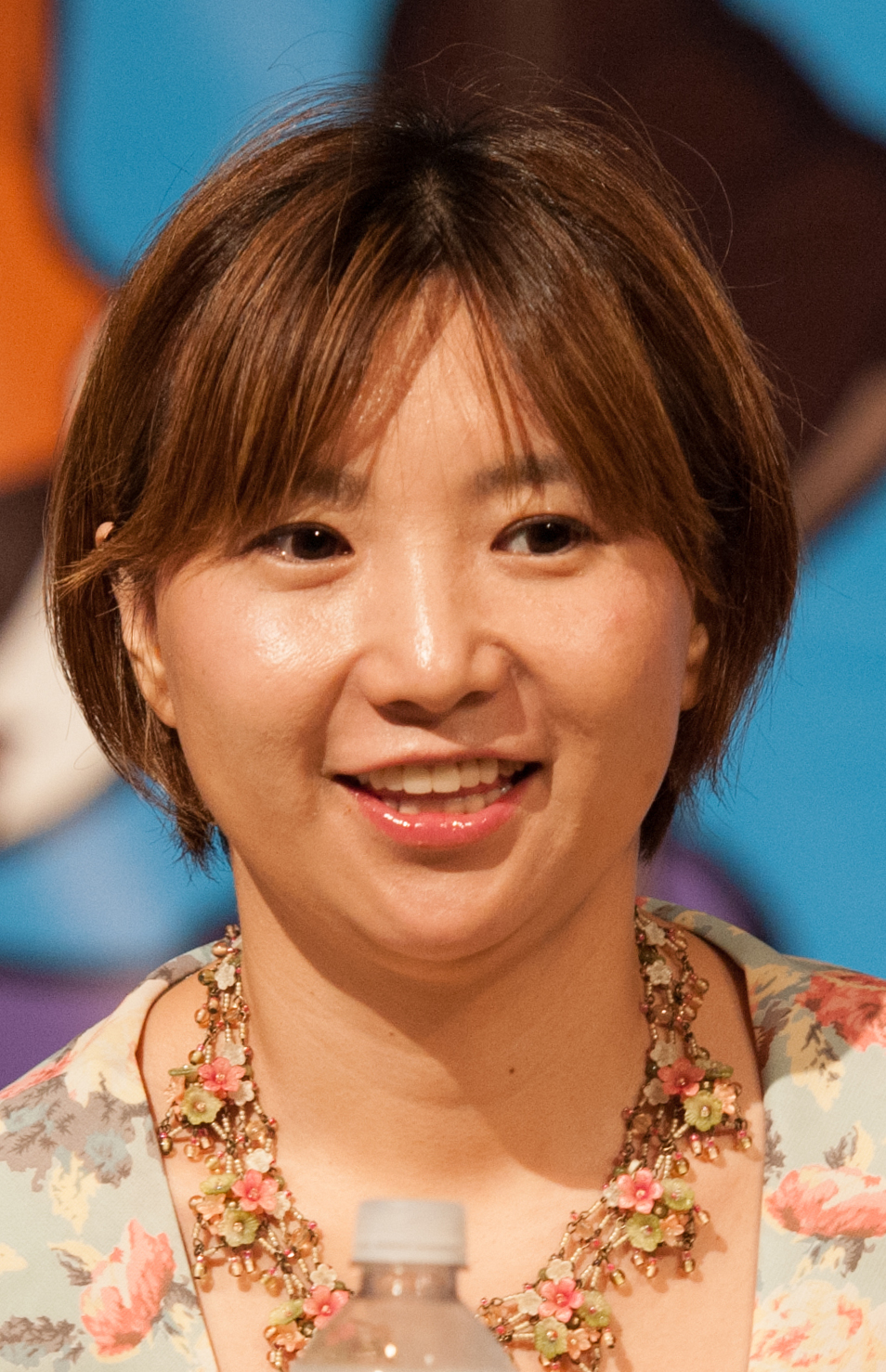
مايو شينجو، واحدة من عدة فنانين قاموا بتأليف كل من جوسي و مانغا شوجو.

### مانغاشوجو
عندما ظهرت مانغا جوسي لأول مرة في الثمانينيات، ميزت نفسها عن مانغا شوجو من خلال استكشاف موضوعات البالغين مثل العمل والجنس والحياة بعد الزواج، وكانت موجهة إلى القراء من النساء اللواتي "لم يعدن ينتمين لشوجو". يلاحظ الباحث في المانغا يوكاري فوجيموتو أن هذا التركيز على الواقعية كعلامة مميزة أساسية لقصص جوسي، مقارنة بالروايات الخيالية الشائعة في مانغا شوجو. يتجلى هذا في المهن التي يشغلها عادةً أبطال في كل فئة على حدة: الممثلات، والموديلات، والموسيقيون في شوجو مانغا، مقارنة بالنساء العاملات العاديات في مانغا جوسي. يعتبر فوجيموتو كذلك تصوير الزواج كخط فاصل أساسي بين الفئات، حيث يصور شوجو الحياة قبل الزواج، ويصور جوسي الحياة بعد ذلك.
منذ ظهور مانغا الشابات، أصبحت الفروق بين الفئات غير واضحة بشكل متزايد. في الروايات، يمكن العثور بسهولة على أبطال من جميع الأعمار في كل من شوجو و مانغا جوسي، مع قصص شوجو التي تضم أبطالًا بالغين وقصص جوسي تركز على المراهقين والشخصيات الأصغر سنًا. نُشِرَت القصص التي تصور الجنس في مجلات مانغا شوجو مثل Sho-Comi، في حين أن الجنس يكاد يكون غير موجود في بعض مجلات جوسي مثل Monthly Flowers.
على المستوى التحريري، لا يوجد معيار ثابت لتقسيم المانغا التي تستهدف جمهورًا نسائيًا، حيث تختلف المصطلحات والفئات عبر العقود ودور النشر والمجلات. منذ العقد الأول من القرن الحادي والعشرين، قام بعض كبار الناشرين مثل شوئيشا وكودانشا بتجميع جميع مجلات المانغا التي تستهدف جمهورًا نسائيًا تحت فئة واحدة. تنسيق مجلدات تانكوبون، حيث تُحجَز الكتب الأكبر والأكثر تكلفة بشكل تقليدي للعناوين التي تستهدف جمهور البالغين، وبالمثل لا تتبع أي قواعد رسمية، مع بيع المانغا للبالغين بتنسيقات صغيرة وغير مكلفة وتباع المانغا الشبابية بتنسيقات كبيرة. من الشائع أن يقوم المؤلفون بإنشاء شونن و مانغا جوسي في وقت واحد، مع ماري أوزاكي وجورج أساكورا ومايو شينجو من بين العديد من الفنانين الذين ينتجون أعمالًا عبر الفئات. تتناقض هذه الديناميكية مع شونن و مانغا سينن، حيث ينتج الفنانون عمومًا أعمالًا في فئة واحدة حصريًا، ونادرًا ما يتراجع الفنانون الذين يغيرون الفئات.

### مانغاشوننوسينن
كانت هناك العديد من الأمثلة على أعمال جوسي التي تشترك في سمات مشتركة مع مانغا شونن ومانغا سينن، أو التي تطمس الفروق بين الفئات. نُشِرت سايوكي بواسطة كازويا مينيكورا في مجلة شنن الشهرية GFantasy، على الرغم من نشر تكملة سايوكي ريلود في مجلة جوسي الشهرية Comic Zero Sum. نُشِرت سلسلة المانجا أسوماتسو-كون من فوجيو أكاتسوكا عام 1962 في الأصل في مجلة شونن الأسبوعية Sunday، على الرغم من أنه عندما أُعِيد بث المسلسل في عام 2015 كمسلسل أنيمي أسوماتسو-سان، نُشِرَت المانغا العرضية في مجلتي جوسي You و Cookie. أنتوني جراموجليا من Comic Book Resources يحدد سلسلة الرسوم المتحركة Lupine the Third: The Woman Called Fujiko Mine، وهي جزء من امتياز وسائل الإعلام لوبين الثالث، باعتباره تبنِّيًا ملحوظًا من مانغا جوسي لمانغا سينن.

## أمثلة
- You
- Chorus
- Office You
- اكون تو كانوجو

وغيرها من مسلسلات الأنمي.

## الملاحظات
1. ↑  المكافئ لهذا التقسيم للذكور هو مانغا "سينن" (يتم تسويقه للرجال البالغين والشباب) و مانغا "شونن" (يتم تسويقه للمراهقين والصبية الصغار ).
2. ↑  دار النشر أوهزورا للنشر تنشر روايات Harlequin مقتبسة كمانغا "جوسي".[25]

## الفهرس
- Ito، Kinko (أغسطس 2002). "The World of Japanese Ladies' Comics: From Romantic Fantasy to Lustful Perversion". The Journal of Popular Culture. وايلي-بلاكويل  [لغات أخرى]‏. ج. 36 ع. 1: 68–85. DOI:10.1111/1540-5931.00031.{{استشهاد بدورية محكمة}}:  صيانة الاستشهاد: علامات ترقيم زائدة (link)
- Ito، Kinko (2009). "New Trends in the Production of Japanese Ladies' Comics: Diversification and Catharsis" (PDF). Japan Studies Review. ج. 13. مؤرشف من الأصل (PDF) في 2019-08-01.
- Ito، Kinko (2010). A Sociology of Japanese Ladies' Comics: Images of the Life, Loves, and Sexual Fantasies of Adult Japanese Women. لويستون (نيويورك): ادوين ميلين برس  [لغات أخرى]‏. ISBN:978-0-7734-1675-8.{{استشهاد بكتاب}}:  صيانة الاستشهاد: علامات ترقيم زائدة (link)
- Ito، Kinko (2011). "Chikae Ide, the Queen of Japanese Ladies' Comics: Her Life and Manga". في Perper، Timothy؛ Cornog، Martha (المحررون). Mangatopia: Essays on Manga and Anime in the Modern World. Libraries Unlimited. ISBN:978-1591589082.
- Ogi، Fusami (مايو 2003). "Female Subjectivity and Shoujo (Girls) Manga (Japanese Comics): Shoujo in Ladies' Comics and Young Ladies' Comics". The Journal of Popular Culture. Wiley-Blackwell. ج. 36 ع. 4: 780–803. DOI:10.1111/1540-5931.00045.
- Pham, Bruno (2010). "Le Manga au Féminin: Shōjo/Josei, La Frontière Floue". In Brient, Hervé (ed.). Manga 10,000 Images (بالفرنسية). H Editions. ISBN:978-2-9531781-4-2.
- Shamoon، Deborah (2004). Williams، Linda (المحرر). "Office Sluts and Rebel Flowers: The Pleasure of Japanese Pornographic Comics for Women". Porn Studies: 77–103.
- Shamoon، Deborah (2012). "The Revolution in 1970s Shōjo Manga". Passionate Friendship: The Aesthetics of Girl's Culture in Japan. Honolulu: University of Hawaii Press. ISBN:978-0-82483-542-2.
- Toku، Masami (2015). International Perspectives on Shojo and Shojo Manga: The Influence of Girl Culture. روتليدج (دار نشر). ISBN:978-1-31761-075-5.